# Wilfrid de Glehn

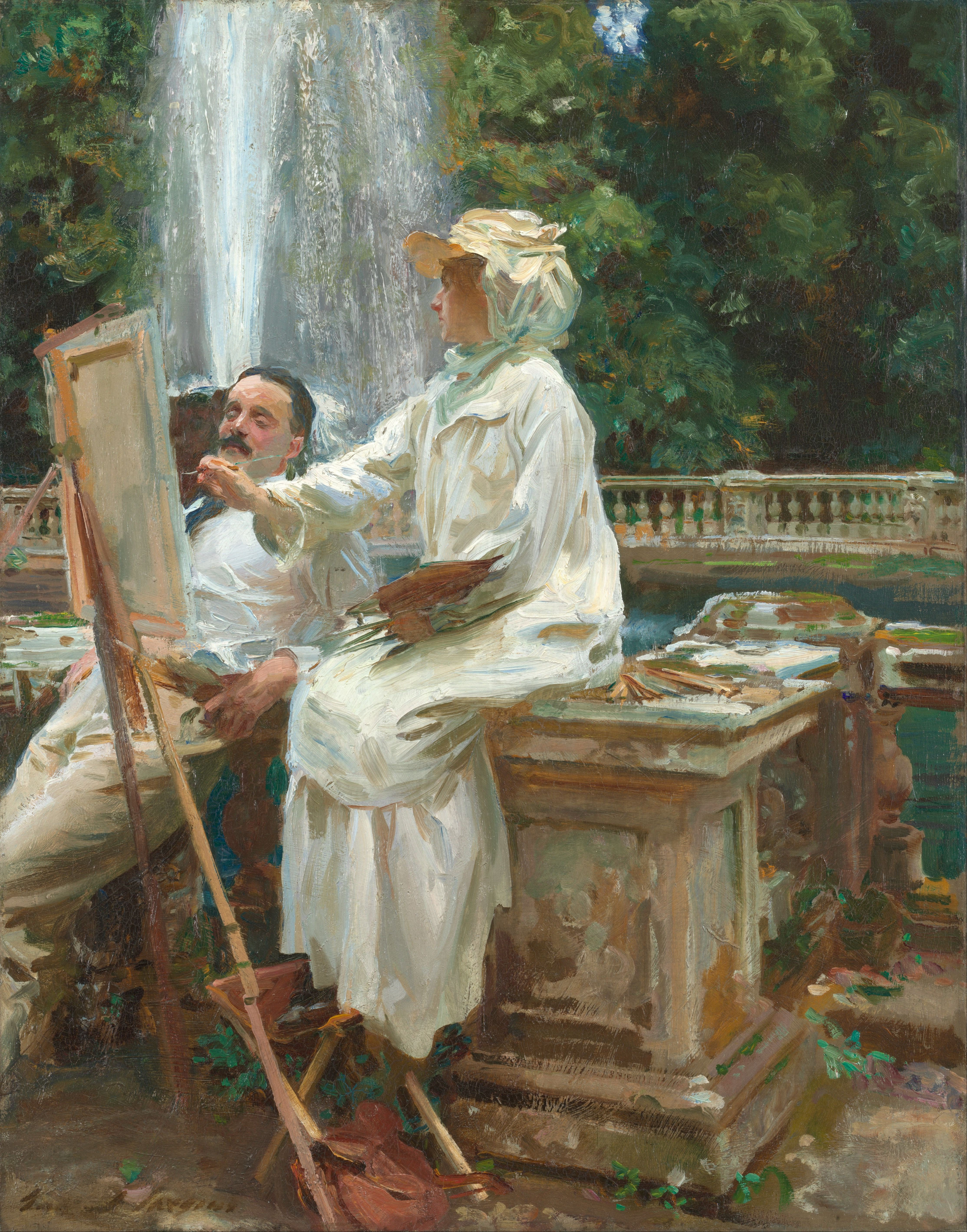
John Singer Sargent: Jane und Wilfried de Glehn, Öl auf Leinwand, undatiert

Wilfrid Gabriel de Glehn RA, eigentlich Wilfried Gabriel von Glehn (* 9. Oktober 1870 in Sydenham bei London; † 11. Mai 1951 in Stratford Tony, Wiltshire) war ein britischer Maler des Impressionismus. 

## Leben

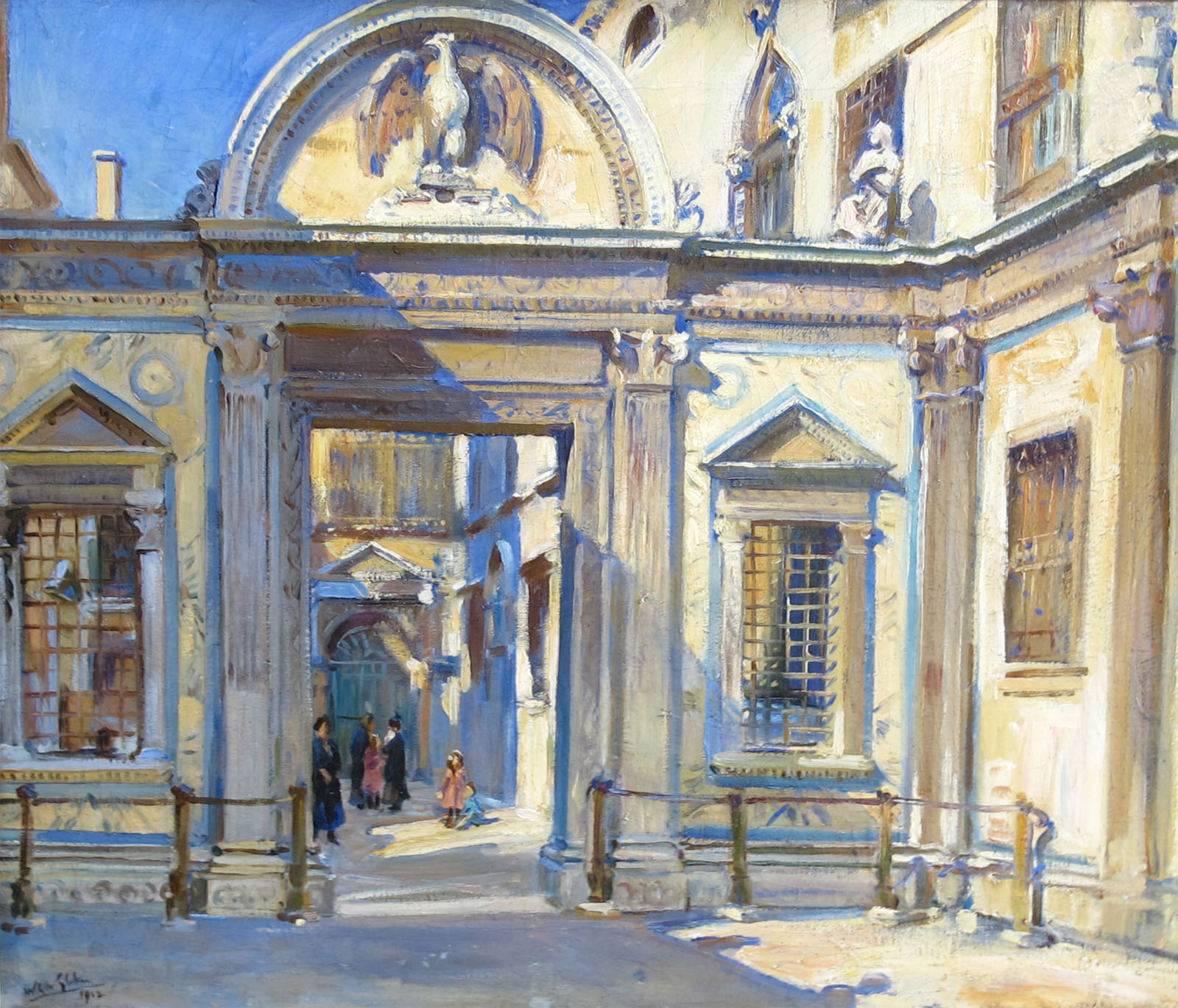
Gemälde von Wilfrid de Glehn: A Venetian Doorway (1913)

Wilfrid de Glehn, Sohn Alexander Augustus von Glehns (* 1838) und Neffe des Ingenieurs Alfred de Glehn, studierte an der School of Art in Kensington und ging darauf nach Frankreich. In Paris setzte er sein Studium an der renommierten École des Beaux-Arts für Bildende Künste fort. Zwischen 1890 und 1893 assistierte er den Malern Edwin Austin Abbey und John Singer Sargent zusammen mit anderen Studenten bei deren Projekten, unter anderem beim Wandfries Die Suche nach dem hl. Gral, das sich heute in der Boston Public Library befindet. Mit John Singer Sargent verband ihn bald eine enge Freundschaft.
1904 heiratete Wilfrid de Glehn in New Rochelle, New York die amerikanische Malerin Jane Erin Emmet (1873–1961). Die Ehe, die allen Berichten zufolge glücklich verlief, blieb kinderlos. Da Jane nach einem Reitunfall aus medizinischen Gründen nicht in der Lage war. Zwischen 1905 und 1914 begleitete das Ehepaar deren Freund Sargent auf seinen zahlreichen Reisen durch Europa. Deren Bilder, die in der Zeit entstanden, stellte sie später in den Ausstellungen von der Royal Academy of Arts, New English Art Club und in der Royal Hibernian Academy aus.
Beim Ausbruch des Ersten Weltkriegs ging er als Kriegsillustrator mit den britischen Streitkräften an die italienische Front. Zwischen den Kriegsjahren verbrachte das Paar die Sommer in Cornwall und die Winter in der Bretagne. 1932 wurde er zum Mitglied der Royal Academy of Arts gewählt. In den 1930er Jahren kauften sie The Manor House in Stratford Tony, wo er 1951 an einem Schlaganfall in seinem Atelier starb. Durch seine Werke wurde er als Britischer Renoir bezeichnet.

## Namensänderung
1917 wurde aufgrund antideutscher Gefühle, die während des Ersten Weltkriegs in Großbritannien vorherrschten, der Name des britischen Königshauses in Windsor umgeändert. Der König verzichtete auf all seine deutschen Titel sowie die Mitglieder der königlichen Familie und bei den Untertanen. Auf diese Reaktion verzichtete Wilfried von Glehn am 14. Juli 1917 auf seinen deutschen Titel und nahm den Familiennamen de Glehn an.

## Ausstellungen
- Salon des Indépendants, Paris
- Salon d’Automne, Paris
- Salon de Paris, Paris
- Royal Academy of Arts, London

## Auszeichnungen
- Mitglied der Société des Artistes Français
- Mitglied der Société nationale des beaux-arts
- Mitglied der Royal Academy of Arts